# Anoplophora leechi
Anoplophora leechi är en skalbaggsart som först beskrevs av Charles Joseph Gahan 1888.  Anoplophora leechi ingår i släktet Anoplophora och familjen långhorningar. Inga underarter finns listade i Catalogue of Life.